# 霍讷
霍讷（德語：Hohne，發音：[ˈhoːnə] ⓘ）是德国下萨克森州策勒县的市镇，面积36.65平方千米，2023年12月31日人口为1,735人。